# 도계초등학교 소달분교
도계초등학교 소달분교는 대한민국 강원도 삼척시에 있었던 공립 초등학교다.

## 학교 연혁
- 1927년 9월 25일 : 소달공립보통학교 개교(4년제 2학급, 설립인가 6월 14일)
- 1938년 4월 1일 : 소달공립심상소학교로 교명 변경
- 1941년 4월 1일 : 소달공립국민학교로 교명 변경
- 1996년 3월 1일 : 소달초등학교로 교명 변경
- 2021년 3월 1일 : 도계초등학교 소달분교로 개편[1]
- 2023년 2월 28일 : 폐교[2]

## 참고 자료
- 도계초등학교 소달분교 - 한국교육학술정보원 학교알리미